# Danh sách khu dự trữ sinh quyển tại châu Á và Thái Bình Dương
Trong Chương trình Loài người và dự trữ sinh quyển của UNESCO, đến tháng 6 năm 2010 đã có 113 khu dự trữ sinh quyển tại châu Á và Thái Bình Dương được công nhận đạt danh hiệu khu dự trữ sinh quyển thế giới. Các khu dự trữ sinh quyển này thuộc 22 quốc gia và vùng lãnh thổ trong khu vực.

## Danh sách
Sau đây là danh sách các khu dự trữ sinh quyển trong khu vực châu Á - Thái Bình Dương, xếp theo quốc gia và vùng lãnh thổ, cùng với năm được công nhận.

### Ấn Độ
- Nilgiri (2000)
- Vịnh Mannar (2001)
- Sunderban (2001)
- Nanda Devi (2004)
- Nokrek (2009)
- Pachmarhi (2009)
- Similipal (2009)
- Achanakmar-Amarkantak (2012)
- Great Nicobar (2013)
- Agasthyamala (2016)
- Khangchendzonga (2018)
- Khu bảo tồn hổ Panna (2020)

### Campuchia
- Tonlé Sap (1997)

### Hàn Quốc
- Núi Seorak (1982)
- Đảo Jeju (2002)
- Shinan Dadohae (2009)
- Rừng Gwangneung (2010)
- Gochang (2013)
- Suncheon (2018)
- Hệ sinh thái hòa bình Gangwon (Khu phi quân sự Triều Tiên gồm 5 huyện của Gangwon) (2019)
- Imjin ở Yeoncheon (2020)

### Indonesia
- Cibodas, bao gồm cả Vườn quốc gia Gunung Gede Pangrango (1977)
- Komodo (1977)
- Lore Lindu (1977)
- Tanjung Puting (1977)
- Gunung Leuser (1981)
- Siberut (1981)
- Giam Siak Kecil-Bukit Batu (2009)
- Wakatobi (2012)
- Bromo Tengger Semeru bao gồm cả Arjuno-Welirang (2015)
- Taka Bonerate-Quần đảo Selayar (2015)
- Bán đảo Blambangan (2016)
- Berbak-Sembilang (2018)
- Betung Kerihun-Danau Sentarum (2018)
- Núi Rinjani (2018)
- Saleh-Moyo-Tambora (2019)
- Quần đảo Togian (2019)

### Iran
- Arasbaran (1976)
- Arjan (1976)
- Geno (1976)
- Golestan (1976)
- Hara (1976)
- Kavir (1976)
- Hồ Oromeeh (1976)
- Miankaleh (1976)
- Touran (1976)
- Dena (2010)
- Tang-e-Sayad và Sabzkuh (2015)
- Hồ Hamun (2016)

### Kazakhstan
- Korgalzhyn (2012)
- Alakol (2013)
- Akzhayik (2014)
- Katon-Karagay (2014)
- Aksu-Zhabagly (2015)
- Barsa-Kelmes (2016)
- Altyn Emel (2017)
- Khu dự trữ sinh quyển Karatau (2017)

### Kyrgyzstan
- Sary-Chelek (1978)
- Issyk Kul (2001)

### Malaysia
- Tasik Chini (2009)
- Crocker Range (2014)

### Maldives
- Rạn san hô vòng Baa Atoll (2011)

### Liên bang Micronesia
- Utwe (2005)
- And Atoll (2007)

### Mông Cổ
- Great Gobi (1990)
- Bogd Khan Uul (1996)
- Khu dự trữ sinh quyển Ubsunur Hollow (1997)
- Vườn quốc gia Khustain Nuruu (2002)
- Dornod Mongol (2005)
- Mongol Daguur (2007)

### Myanmar
- Hồ Inlay (2015)
- Hồ Indawgyi (2017)

### Nhật Bản
- Núi Hakusan (1980)
- Núi Odaigahara & Núi Omine (1980)
- Cao nguyên Shiga (1980)
- Đảo Yakushima (1980)
- Khu dự trữ sinh quyển Aya (2012)
- Khu dự trữ sinh quyển Minami-Alps (2014)
- Khu dự trữ sinh quyển Sobo, Katamuki và Okue (2017)
- Khu dự trữ sinh quyển Minakami (2017)

### Pakistan
- Lal Suhanra (1977)
- Rừng bách xù Ziarat (2013)

### Palau
- Ngaremeduu (2005)

### Philippines
- Puerto Galera (1977)
- Palawan (1990)
- Albay (2016)

### Sri Lanka
- Hurulu (1977)
- Sinharaja (1978)
- Kanneliya-Dediyagala-Nakiyadeniya (KDN) (2004)
- Bundala (2005)

### Thái Lan
- Sakaerat (1976)
- Hauy Tak Teak (1977)
- Mae Sa-Kog Ma (1977)
- Ranong (1997)
- Doi Chiang Dao (2021)

### Triều Tiên
- Núi Paekdu (1989)
- Núi Kuwol (2004)
- Núi Myohyang (2009)
- Núi Chilbo (2014)

### Trung Quốc
- Trường Bạch (1979)
- Đỉnh Hồ Sơn (1979)
- Ngọa Long (1979)
- Dãy núi Vũ Lăng (1986)
- Tích Lâm Quách Lặc (1987)
- Vũ Di Sơn (1987)
- Khu dự trữ sinh quyển Bogeda (1990)
- Thần Nông Giá, Hồ Bắc (1990)
- Diêm Thành (1992)
- Tây Song Bản Nạp (1993)
- Maolan (1996)
- Thiên Nhãn Sơn (1996)
- Phượng Lâm (1997)
- Thung lũng Cửu Trại Câu (1997)
- Quần đảo Nam Kỷ (1998)
- Rừng ngập măn Sán Đầu (2000)
- Bạch Thủy Giang (2000)
- Núi Cao Lê Cống (2000)
- Hoàng Long (2000)
- Bảo Thiên Mạn (2001)
- Saihan Wula, Nội Mông (2001)
- Hồ Hô Luân (2002)
- Ngũ Đại Liên Trì (2003)
- Á Đinh, Tứ Xuyên (2003)
- Phật Bình (2004)
- Đỉnh Everest (2004)
- Chebaling (2007)
- Hồ Khanka, Hắc Long Giang (2007)
- Miêu Nhân Sơn (2012)
- Tỉnh Cương Sơn (2012)
- Niubeiliang (2012)
- Đảo Rắn - Lão Thiết Sơn, Đại Liên (2013)
- Hanma (2015)

### Turkmenistan
- Repetek (1978)

### Úc
- Croajingolong (1977)
- Riverland (1977) [1]
- Kosciuszko (1977)
- Đảo Macquarie (1977)
- Sông Hoàng tử Regent (1977)
- Mamungari (1977)
- Uluru (Ayers Rock-Mount Olga) (1977)
- Yathong (1977)
- Sông Fitzgerald (1978)
- Hattah-Kulkyne & Murray-Kulkyne (1981)
- Wilsons Promontory (1981)
- Bán đảo Mornington và Cảng miền tây (2002)
- Barkindji (2005)
- Noosa (2007)
- Great Sandy (2009)

### Uzbekistan
- Núi Chatkalskiy (1978)

### Việt Nam
- Rừng ngập mặn Cần Giờ (2000)
- Khu dự trữ sinh quyển Đồng Nai (2011)
- Quần đảo Cát Bà (2004)
- Khu dự trữ sinh quyển châu thổ sông Hồng (2004)
- Ven biển và biển đảo Kiên Giang (2006)
- Khu dự trữ sinh quyển miền tây Nghệ An (2007)
- Khu dự trữ sinh quyển Mũi Cà Mau (2009)
- Khu dự trữ sinh quyển Cù Lao Chàm (2009)
- Khu dự trữ sinh quyển Langbiang (2015)
- Khu dự trữ sinh quyển Núi Chúa (2021)
- Khu dự trữ sinh quyển Cao nguyên Kon Hà Nừng (2021)